# Lleu Llaw Gyffes
Lleu Llaw Gyffes (a volte trascritto erroneamente 'Llew Llaw Gyffes') è una figura della mitologia gallese che appare nei Quattro Rami del Mabinogion. Lleu è generalmente interpretato come l'equivalente gallese dell'irlandese Lugh e del gallico Lugus.

## Lleu nel Mabinogion
La storia di Lleu e dei tynghedau di Arianrhod e quella di Lleu e Blodeuwedd formano rispettivamente la seconda e la terza parte dell'opera. 

## Nascita
Messa magicamente alla prova riguardo alla sua verginità da Math fab Mathonwy, Arianrhod dà alla luce Dylan Ail Don. Vergognandosi la giovane madre corre alla porta, ma lungo il percorso qualcosa di piccolo cade dal suo corpo, qualcosa che suo fratello Gwydion raccoglie e depone in una cassa ai piedi del letto. Più tardi Gwydion sente qualcuno piangere dalla cassa e aprendola scopre un neonato maschio. Egli troverà per il piccolo una madre adottiva. Il neonato cresce ad una velocità incredibile: a due anni è già in grado di inserirsi a corte. Da questo momento la sua educazione passa sotto il controllo dello zio Gwydion. 

## Lleu e itynghedaudi Arianrhod
Gwydion presenta Lleu alla sua vera madre. Furiosa per il ricordo della sua vergognosa perdita della verginità Arianrhod lancia sul ragazzo un tynged: solo lei avrebbe potuto scegliere il suo nome da adulto. A questo punto Gwydion decide di ingannare la sorella, travestendosi insieme a Lleu da ciabattini e invitando Arianrhod a presentarsi da loro per ricevere un paio di scarpe su misura. Il ragazzo a quel punto si esibisce in un preciso colpo con una pietra che colpisce un uccellino "tra la tenda e l'osso della gamba", un colpo così difficile che Arianrhod non può fare a meno di commentare: "quel brillante (ragazzo) ha colpito davvero con mano abile!". Al che Gwydion si rivela dicendo "Ecco, ora il suo nome sarà Lleu Llaw Gyffes (brillante/luminoso, abile di mano)". 
Furiosa per esser stata raggirata Arianrhod lancia un altro tynged sul figlio: solo lei l'avrebbe potuto armare. Ma Gwydion escogita un nuovo piano, per cui ella involontariamente concede le armi al giovane. 
Arianrhod non si arrende: un terzo tynged lo condanna a non avere una moglie umana. Stavolta accanto a Gwydion si scomoda perfino il padre di Lleu, Math. Viene creata una donna a partire dai fiori di quercia, di ginestra e di prato, il cui nome sarà Blodeuwedd ("Viso di fiore"), destinata a sposare Lleu.

## Lleu e Blodeuwedd
Blodeuwedd però non si dimostra una buona moglie: incomincia una relazione con Gronw Pebr e rivela all'amante il segreto per uccidere suo marito Lleu, che non cadrà "né di giorno né di notte, né all'aperto né al chiuso, né cavalcando né andando a piedi, né vestito né nudo, né per una qualsiasi arma forgiata normalmente". 

Colpito dalla lancia di Gronw Pebr Lleu si trasforma in un'aquila e vola via. Gwydion ne segue le tracce e lo trova appollaiato in alto su una quercia. Cantando un englyn (poi noto come englyn Gwydion) egli attira il nipote giù dall'albero e gli restituisce forma umana. Gwydion e Math curano Lleu per farlo tornare in salute prima di tornare e sfidare Gronw. Nel faccia a faccia che ne seguirà Gronw chiede di potere anteporre fra sé e la lancia di Lleu una grossa pietra: Lleu acconsente, quindi trafigge sia la pietra che il nemico, uccidendolo. Gwydion blocca intanto Blodeuwedd e la trasforma in un gufo.

## Etimologia
Il nome Lleu condivide la stessa radice di parole del gallese moderno come golau ("luce") e lleu ("luna"), in entrambi i casi significando "lucentezza, splendore". Come golau anche lleu può essere inteso come sinonimo di "biondo, coi capelli chiari".
La moderna raccolta di etimologie delle Università di Leiden e del Galles  Archiviato il 14 gennaio 2006 in Internet Archive.  suggerisce che il nome "Lleu" derivi dalla radice proto-celtica *Lug-u-s. Ma questo lessema si caratterizza per una grande ambiguità, sia in proto-celtico che nel patrimonio linguistico proto-indoeuropeo. 
Per anni il nome *Lugus venne fatto derivare dalla radice proto-indoeuropea *leuk-, "luce", e venne interpretato come il nome di una divinità solare. L'etimologia è in realtà problematica: mai nel proto-indoeuropeo si è visto mutare *k in *g. Un diretto derivato della radice *leuk- ("luce bianca") nel proto-celtico è ad esempio il nome del dio della folgore, Leucetios. Per risolvere la diatriba qualcuno ha ipotizzato l'esistenza di una variante di *leuk nella forma *leug- da cui sarebbe derivata la pronuncia celtica *lug-. 
Il lessema proto-celtico *Lug-u-s potrebbe altresì essere in relazione col prefisso del morfema proto-celtico *lug-rā ("luna") (a volte proposto come la radice del gallese lloer, sebbene Peter Schrijver suggerisca per loer un'etimologia alternativa, dal celtico comune *lus-rā, da connettere all'esito latino luridus [arcaico *lus-idus] "giallo pallido"). 
Un'altra possibilità rimanda alla radice proto-indoeuropea *leug- col significato di "oscurità, buio, tenebra" (Pokorny la rimanda alla poco attestata parola gallica lugos, "corvo"), oppure di "palude, torbiera". 
Il proto-celtico *Lug-u-s potrebbe essere però anche in relazione con *lug-, "quercia, promessa, assicurazione" da un lato, ma anche "inganno" (derivato dalla radice proto-indoeuropea *leugh- "inganno"). Juliette Wood interpreta questo nome a partire proprio dalla prima accezione, supportando l'ipotesi di *lug- derivato da "quercia", "accordo", in base all'identificazione romana del dio con Mercurio, patrono dei contratti (da un lato; e dall'altro dei ladri). 
Il nome potrebbe anche derivare dall'antico irlandese lug, "lince", forse in quanto animale dagli occhi "scintillanti" (confronta il greco lunx, "lince").
Infine esso potrebbe essere in relazione con le radici da cui sono derivati i termini latini lugubris, "triste, luttuoso," dal verbo lugēre "lamentarsi", da una radice proto-indoeuropea *leug- "spezzare" (cfr. il greco lygros, "triste", il sanscrito rujati, "fratture, tormenti", il lettone lauzit, "spezzare il cuore").